# Vintijan
Vintijan (olaszul: Vintian) falu Horvátországban, Isztria megyében. Közigazgatásilag Medulinhoz tartozik.

## Fekvése
Az Isztriai-félsziget déli csücskén, Póla központjától 3 km-re délkeletre, községközpontjától 7 km-re északnyugatra a Veruda-öböltől 500 méterre levő magaslaton fekszik. Az öbölben kikötő és egy régi gáztelep található. A domb oldalában régi kőbányák maradványai látszanak. A falut gazdag és sűrű növényzet övezi.

## Története
Azon a magaslaton ahol ma Vintijan áll a bronzkorban az Isztria egyik legnagyobb erődítménye volt, amelynek átmérője meghaladta a száz métert. Építőjéről a régészeti kutatások alapján egyelőre nem rendelkezünk információval, azonban a vaskorban már bizonyosan a félsziget névadója, a hisztri nép birtokolta. A Veruda-öböl körül a Verudela-foknál újkőkorszaki település, míg a Veruda-szigeten bronzkori falu volt. A domb oldalában volt több ókori kőbánya közül a legjelentősebb Vinkuran, római nevén Cavae Romane, melynek anyagából építették a pólai amfiteátrumot és számos szobor is készült belőle. A Veruda-szigeten a középkorban gótikus templom épült, amely bizonyosan régebbi, mint a közelében 1624-ben épített ferences rendi Szűz Mária-kolostor, melynek maradványai ma is látszanak. A kolostort a francia megszállás idején 1806-ban zárták be és a ferencesek Pólán új kolostort építettek helyette. A velenceiek erődöt építettek ide, amely az öböl bejáratát védte. Az erőd a 19. században az osztrák–magyar védelmi rendszer része volt.
A falunak 1880-ban 86, 1900-ban 113 lakosa volt. Az első világháború következményei nagy politikai változásokta hoztak Isztrián. 1920-tól 1943-ig Isztriával együtt olasz uralom alá tartozott. Az olasz kapitulációt (1943. szeptember 8.) követően Isztria német megszállás alá került, amely 1945-ig tartott. A település végül csak 1945. május elején szabadult fel. A háborút hosszas diplomáciai harc követte Jugoszlávia és Olaszország között Isztria birtoklásáért. Az 1947-es párizsi békekonferencia Jugoszláviának ítélte, aminek következtében az olasz anyanyelvű lakosság Olaszországba menekült. 1991-óta a független Horvátországhoz tartozik. 2011-ben 168 lakosa volt. Lakói főként a turizmusból élnek és a közeli Pólára járnak dolgozni, ahol szintén a turizmus és a vendéglátás területén tevékenykednek.

## Lakosság
| Lakosság változása | Lakosság változása | Lakosság változása | Lakosság változása | Lakosság változása | Lakosság változása | Lakosság változása | Lakosság változása | Lakosság változása | Lakosság változása | Lakosság változása | Lakosság változása | Lakosság változása | Lakosság változása | Lakosság változása | Lakosság változása |
| ------------------ | ------------------ | ------------------ | ------------------ | ------------------ | ------------------ | ------------------ | ------------------ | ------------------ | ------------------ | ------------------ | ------------------ | ------------------ | ------------------ | ------------------ | ------------------ |
| 1857               | 1869               | 1880               | 1890               | 1900               | 1910               | 1921               | 1931               | 1948               | 1953               | 1961               | 1971               | 1981               | 1991               | 2001               | 2011               |
| 0                  | 0                  | 86                 | 108                | 113                | 0                  | 0                  | 97                 | 62                 | 64                 | 93                 | 143                | 0                  | 0                  | 126                | 168                |